# مذبحة الفلاسفة
مذبحة الفلاسفة رواية للروائي الفلسطيني السوري تيسير خلف. صدرت الرواية لأوّل مرة عام 2016 عن المؤسسة العربية للدراسات والنشر في بيروت. ودخلت في القائمة الطويلة للجائزة العالمية للرواية العربية لعام 2017، المعروفة باسم «جائزة بوكر العربية».

## حول الرواية
يرصد الكاتب «تيسير خلف» في رواية «مذبحة الفلاسفة» السنوات الأخيرة من حياة مدينة تدمر التي أصبحت في عصر ملكها أذينة عاصمة مملكة تدمر العربية. وتقص الحكاية بلسان كاهن تدمر الأكبر في عهد الملكة زنوبيا، وتضيء جوانب خفيّة من تاريخ تلك المدينة التي تحولت في عهد «زنوبيا» إلى «مشروع» مدينة فاضلة لم تساعدها الظروف لأن تكتمل، إذ هاجمت قوات الإمبراطور الروماني أورليانوس بمساعدة من قوات بعض القبائل العربية جيوش زنوبيا وأنهت حكمها في العام 275، ليتم إثر ذلك أسر واقتياد «زنوبيا» ومجلس حكمائها (الفلاسفة) إلى حمص حيث نصبت هناك محكمة رومانية، حكمت على الفلاسفة بالإعدام وبالإقامة الجبرية على الملكة في قصر تيبور قرب روما حيث وافتها المنيّة.